# چهرقان
چِهرِقان روستایی است از توابع شهرستان کمیجان در استان مرکزی. این روستا در بخش مرکزی قرار دارد همسایه‌های چهرقان عبارت‌اند از: روستاهای وفس، آمره، (شهرستان کمیجان)|، استهری، فریس آباد، طرلان و راستگویان که از توابع استان همدان است. اهالی چهرقان تات هستند به زبان تاتی سخن می‌گویند.

## مشخصات منطقه ای
روستای چهرقان طبق تقسیمات اخیر کشوری، در بخش مرکزی شهرستان کمیجان می‌باشد. این روستا با مختصات جغرافیایی ۴۹ درجه و ۳۴ دقیقه طول شرقی و ۵۷ درجه و ۴۳ دقیقه عرض شمالی در شمال غربی استان مرکزی قراردارد. فاصله روستای چهرقان تا مرکز شهرستان ۲۰ کیلومتر می‌باشد.

## جمعیت
طبق سرشماری مرکز آمار ایران، جمعیت چهرقان در سال ۱۳۹۹ تقریباً برابر با ۲۹۰۰ نفر بوده است. این روستا تقریباً ۴۵۰ خانوار دارد.